# Antônio Carlos Rossi Keller
Antônio Carlos Rossi Keller (ur. 23 lutego 1953 w São Paulo) – brazylijski duchowny katolicki, biskup Frederico Westphalen od 2008.

## Życiorys
24 czerwca 1977 otrzymał święcenia kapłańskie i został inkardynowamy do archidiecezji São Paulo. Pracował jako duszpasterz parafialny, był także m.in. wykładowcą archidiecezjalnych seminariów oraz instytutu filozoficznego i asystentem kościelnym ruchów maryjnych.
11 czerwca 2008 papież Benedykt XVI mianował go biskupem diecezji Frederico Westphalen. Sakry biskupiej udzielił mu 2 sierpnia 2008 metropolita São Paulo - arcybiskup Odilo Scherer.